# BBO Bank Brienz Oberhasli
Die BBO Bank Brienz Oberhasli AG ist eine in der Region Brienz-Oberhasli verankerte Schweizer Regionalbank. Sie wurde 1851 als Ersparniskasse Brienz gegründet und ging im Jahr 2000 mit der Amtsersparniskasse Oberhasli zusammen. Neben ihrem Sitz in Brienz verfügt die Bank über eine weitere Geschäftsstelle in Meiringen.
Ihr Tätigkeitsgebiet liegt traditionell im Retail Banking, im Hypothekargeschäft und im Bankgeschäft mit kleinen und mittleren Unternehmen. Die Bank beschäftigt 27 Mitarbeiter und hatte per Ende 2009 eine Bilanzsumme von 469 Millionen Schweizer Franken.